# Свети Йоан Кръстител (Дебрище)
„Свети Йоан Кръстител“ (на македонска литературна норма: „Свети Јован Крстител“) е възрожденска православна църква в тиквешкото село Дебрище, централната част на Северна Македония. Част е от Повардарската епархия на Македонската православна църква.
Църквата изградена през втората половина на XIX век. Над западния вход, в нишата е изписан патронът на църквата Йоан Кръстител, както и годината на изписване на църквата – 1873. Църквата е имала и отворени тремове от южната и северната страна, които са разрушени. Вътрешният свод е с равен дървен таван. На южния зид от вътрешната страна има надпис на зографите: „Из руки Петре и син его Глигур из Дебор село Тресанче 1873“. Запазени са фрески в наоса и олтара, но са в лошо състояние. Църквата има икони от XIX век.